# Conus explorator
Conus explorator é uma espécie de gastrópode do gênero Conus, pertencente à família Conidae.